# Captain Marvel (Carol Danvers)
Carol Danvers, beter bekend als haar superheld-alter ego Captain Marvel (voorheen Ms. Marvel), is een personage uit de strips van Marvel Comics. Ze werd bedacht door schrijver Roy Thomas en tekenaar Gene Colan, en verscheen voor het eerst in Marvel Super-Heroes #13 (maart 1968).
Danvers is een CIA-agente en de geliefde van de buitenaardse superheld Captain Marvel. Ze verkreeg haar superkrachten door blootstelling aan de technologie van de Kree. Als superheld is ze lid geweest van onder andere de X-Men en Avengers.
De Nederlandse stem van Carol Danvers werd ingesproken door Sanne Bosman. De Nederlandse stem van Ms. Marvel werd ingesproken door Tara Hetharia, voorheen was dit Niki Romijn.

## Biografie

### Jonge jaren
Carol Danvers werd geboren in Boston, Massachusetts en heeft twee broers, Steven en Joe. Steven kwam om in de Vietnamoorlog. Omdat haar vader niet wilde dat ze zou gaan studeren ging Carol bij de United States Air Force. Later werd ze agente voor de CIA. Als CIA-agente leerde ze Captain Marvel (Mar-Vell) kennen, een alien van het Kree-leger die zijn missie om de Aarde te veroveren had opgegeven, en in plaats daarvan de Aarde wilde beschermen.

### Ms. Marvel
Carol Danvers werd Ms. Marvel nadat ze werd blootgesteld aan de "psyche-magnitron", een apparaat gemaakt door de Kree. Het apparaat veranderde haar DNA van dat van een mens naar dat van een Kree. Dit proces gaf haar superkrachten waaronder toegenomen kracht, snelheid en de gave om te vliegen. Haar eerste kostuum was direct gebaseerd op Mar-Vells tweede kostuum, een rood outfit met blauw masker, handschoenen en laarzen.
In de Ms. Marvel-serie werd duidelijk dat Carol Danvers en Ms. Marvel twee verschillende persoonlijkheden waren. Danvers werd redacteur van Woman Magazine onder J. Jonah Jameson. Als Ms. Marvel bevocht ze een groot aantal vijanden waaronder Mystique, Deathbird, MODOK, AIM en de Scorpion. Ms. Marvel sloot zich kort na haar soloserie aan bij de Avengers, maar verliet dit team uiteindelijk weer.

### Rogue
Danvers dook pas weer op in AvengersAnnual #10, waarin ze haar krachten verloor aan de mutant Rogue. In Marvel Super-Heroes (vol. 2) #11 werd onthuld dat Rogues pleegmoeder Mystique Pyro en Avalanche eropuit had gestuurd om Danvers te bevechten, maar Danvers versloeg hen. Rogue ving een gesprek op tussen Mystique en Destiny over Ms. Marvel, en besloot zelf met Ms. Marvel af te rekenen. Ze viel Ms. Marvel aan in San Francisco. Het gevecht duurde echter langer dan Rogue verwachtte, en ze absorbeerde per ongeluk permanent Ms. Marvels krachten en herinneringen. De tussenkomst van Spider-Woman redde Danvers' leven. Professor X hielp haar later haar herinneringen terug te krijgen, maar kon niet haar emotionele connectie met deze herinneringen herstellen.
Carol leefde een tijd verder zonder emotionele connecties met haar herinneringen. Haar persoonlijkheid en herinneringen plaagden Rogue echter. Ze bezat nu zelfs Danvers' accent en manieren. Toen ze gevangen werd gehouden in Genosha werden haar krachten haar tijdelijk ontnomen, en zag ze de “geesten” van alle personen van wie ze ooit de identiteit had geabsorbeerd. Danvers' persoonlijkheid nam Rogue toen geheel over en hielp haar ontsnappen. In Uncanny X-Men #244-#246 werd Rogue wederom bezeten door Carol, en nam toen zelfs Ms. Marvels kostuum over. Toen Rogue en Master Mold door een interdimensionale poort genaamd de Siege Perilous vielen, werden de Rogue-persoonlijkheid en Carol Danvers-persoonlijkheid opgesplitst in twee lichamen. De twee vochten het uit, totdat Magneto opdook en de Carol Danvers vernietigde. Hiermee kreeg Rogue weer Carols krachten, maar verloor eindelijk Carols herinneringen. Desondanks behield ze een psychische band met de echte Carol Danvers.

### Binary en Warbird
Danvers bleef weg bij de Avengers voor geruime tijd, en werkte een tijdje samen met de X-Men. Toen het hele team werd gevangen door de Brood, een buitenaards ras, onderging Danvers meerdere pijnlijke experimenten. Dit gaf haar nieuwe superkrachten, waaronder de gave om in de ruimte te overleven en kosmische energie te manipuleren. Met deze nieuwe krachten kwam ze bekend te staan als Binary. Toen de X-Men besloten Rogue weer toe te laten tot hun school verbrak Danvers alle connecties met de X-Men en bracht enkele jaren in de ruimte door, waar ze samen vocht met de Starjammers.
Uiteindelijk verloor Danvers haar kosmische krachten als Binary, maar behield bovenmenselijke kracht, weerstand tegen verwonding en de gave om te vliegen. Ze sloot zich weer bij de Avengers aan, en veranderde haar naam in Warbird. Ze was niet meer zo sterk als toen ze haar Binary-krachten had, maar was wel sterker dan in haar beginjaren als Ms. Marvel. In 2003 verliet ze de Avengers weer om voor S.H.I.E.L.D. te gaan werken.

### Ms. Marvel herboren
Gedurende de House of M-verhaallijn, waarin Quicksilver zijn zus Scarlet Witch ervan overtuigde een wereld te scheppen waarin mutanten de dominante soort waren, werden normale mensen gezien als een “lagere soort” door de mutanten. Danvers was een van de weinige mensen voor wie dit niet gold. Ze was zelfs een van de grootste helden van deze wereld onder de naam Captain Marvel. Toen de realiteit later werd teruggedraaid nam Danvers haar oude naam Ms. Marvel weer aan.
Gedurende de “Civil War” sloot Ms. Marvel zich aan bij de helden die voor de registratiewet waren.

### Captain Marvel
Na een aantal jaar besloot Carol, op aandringen van Captain America, de naam Captain Marvel op zich te nemen, als eerbetoon aan de alien die ervoor had gezorgd dat ze haar krachten had gekregen. Bij deze nieuwe naam hoorde ook een nieuw kostuum.
De naam Ms. Marvel werd overgenomen door een jong Pakistaans tienermeisje genaamd Kamala Khan.

## Krachten
Carol beschikt over een groot aantal superkrachten. Oorspronkelijk waren deze krachten: bovenmenselijke kracht, snelheid, uithoudingsvermogen, weerstand tegen fysieke verwondingen, de gave om te vliegen en een voorspellend zintuig.
Als Binary kon ze eveneens elke vorm van energie in het elektromagnetische spectrum manipuleren op kosmisch niveau, beschikte over enorme kracht en kon vliegen met lichtsnelheid. Ze verloor het merendeel van deze krachten later weer. Ze behield onder andere de energiemanipulatie, maar deze kracht was niet meer zo groot als eerst. Als toevoeging aan haar oorspronkelijke superkrachten kan ze nu elke vorm van energie manipuleren en absorberen. Ze kan deze energie focussen voor haar andere krachten, zoals haar fotonische krachten, explosieve energiestralen die ze vanuit haar vingertoppen kan afschieten. Ze kan zichzelf ook met een energieaura omgeven dat de meeste aanvallen afweert. Ze demonstreerde eveneens de gave om andere vormen van energie, zoals elektriciteit, te absorberen.
In Avengers (vol. 3) #4 concludeerde Hank McCoy door middel van meerdere biologische testen dat Ms. Marvel nooit meer haar kosmische kracht zou herwinnen. Maar recente gebeurtenissen spreken dit tegen. In New Avengers #17 en #18 werd duidelijk dat Ms. Marvel nog steeds de krachten heeft die ze had als Binary, maar niet de juiste krachtbron heeft om ze op kosmisch niveau te houden.

## Alternatieve versies
- De Ultimate Marvel-versie van Carol Danvers verscheen voor het eerst in het Ultimate Secret als hoge officier van S.H.I.E.L.D.. Ook in deze continuïteit is ze de vriendin van Captain Marvel.

- In de "Marvel Mangaverse” is Lt. Carol Danvers (USAF) de enige overlevende van een aanval van de Hand. In het ziekenhuis ontdekt ze dat ze nu superkrachten heeft, en zweert wraak op diegenen die haar medesoldaten hebben gedood. Ze doodt Elektra, neemt de identiteit van Captain America aan, en bevrijdt andere gevangen helden zoals Iron Man, Spider-Woman (Mary Jane Watson), Torchie (de Human Torch uit deze realiteit), en Wolverine om met hen de vijand te bevechten.

## In andere media

### Marvel Cinematic Universe
Sinds 2019 verscheen dit personage in het Marvel Cinematic Universe en wordt vertolkt door Brie Larson. Captain Marvel was een straaljagerpiloot die werd opgeleid door een Kree, dat is een bepaalde alien soort. Wanneer ze haar helpt met vluchten crashen ze, er ontstaat een explosie. De kracht van de explosie treedt Captain Marvel haar lichaam in en ze krijgt superkrachten. Ze weet hierdoor niks meer van haar verleden en sluit zich bij een aliensoort aan, zij denkt dat dit de goede zijn maar dit blijken juist de gene te zijn die haar liet crashen. Captain Marvel ontdekt dit door Nick Fury. Ze gaat de strijd met hen en Ronan the Accuser aan en besluit andere bevolkingen op planeten te helpen.
Wanneer jaren later de Avengers de strijd aan gaan met superschurk Thanos en deze verliezen laat hij met behulp van de oneindigheidsstenen de helft van al het leven in het universum vergaan. Vlak voordat Nick Fury tot as vergaat roept hij met een machine de hulp in van Captain Marvel. Wanneer zij dit bericht ziet zoekt ze de overgebleven Avengers op en redt zij Iron Man en Nebula uit de ruimte. Doordat er chaos in het hele universum is blijft ze niet en gaat ze naar andere planeten om hen ook hulp te bieden. Vijf jaar later gaan de overgebleven Avengers op missie om terug in de tijd te gaan zodat ze de oneindigheidsstenen voor Thanos weten te bemachtigen, en daarmee zijn daden ongedaan maken. Dit lukt waardoor de tot as vergaande mensen weer tot leven komen, Thanos reist echter mee vanuit het verleden en neemt zijn troepen mee. Hierdoor ontstaat er een mega gevecht tussen Thanos zijn troepen en alle superhelden. Captain Marvel komt tijdens het gevecht de superhelden versterken en samen verslaan ze hen. Captain Marvel is onder andere te zien in de volgende films en serie:
- Captain Marvel (2019)
- Avengers: Endgame (2019)
- What If...? (2021-2024) (stem ingesproken door Alexandra Daniels) (Disney+)
- Shang-Chi and the Legend of the Ten Rings (2021) (post-credit scene)
- Ms. Marvel (2022) (Disney+) (post-credit scene)
- The Marvels (2023)

### Televisie
- Midden jaren 1980 waren er plannen voor een X-Men-animatieserie (niet te verwarren met Pryde of the X-Men, een pilot voor een andere geplande animatieserie). Onder de X-Men voor deze serie bevond zich een zekere “Lady Lightning”, die duidelijk was gebaseerd op Carol Danvers. De serie ging echter niet door.

- Carol Danvers verscheen in de X-Men-animatieserie. Ze deed mee in het tweede seizoen in de aflevering "A Rogue's Tale". Hierin werd Rogues verleden onthuld, inclusief haar ontmoeting met Ms. Marvel. Zij en Rogue bevochten elkaar, waarbij Rogue Ms. Marvels krachten absorbeerde en Ms. Marvel zelf in een coma belandde. In de rest van de aflevering hebben Rogue en Danvers een mentaal gevecht met de controle over Rogues lichaam als inzet. Rogue wint met hulp van Jean Grey.

### Videospellen
- Carol/Captain Marvel verscheen in het computerspel Marvel: Ultimate Alliance als een van de bespeelbare personages. Haar krachten zijn vliegen, bovenmenselijke kracht en energiestralen afschieten.